# NGC 7426
NGC 7426 est une vaste galaxie elliptique située dans la constellation du Lézard. Sa vitesse par rapport au fond diffus cosmologique est de 4 864 ± 27 km/s, ce qui correspond à une distance de Hubble de 71,7 ± 5,0 Mpc (∼234 millions d'al). NGC 7426 a été découverte par l'astronome germano-britannique William Herschel en 1786. 
NGC 7426 présente une large raie HI.